# Джена Малоун
Джена Малоун (на английски: Jena Malone) е американска актриса, носителка на награда „Сатурн“ и номинирана за „Златен глобус“ и две награди „Сателит“.

## Личен живот
Има един син, роден през 2016 г., от връзката ѝ с фотографа Итън Лорензо.
През август 2022 г. Малоун се разкрива като пансексуална и отворена към полиаморни връзки.

## Частична филмография
- 1997 – „Контакт“ (Contact)
- 1998 – „Втората майка“ (Stepmom)
- 2001 – „Дони Дарко“ (Donnie Darko)
- 2001 – „Къщата на моя живот“ (Life as a House)
- 2002 – „Шерифът“ (The Badge)
- 2003 – „Съединените щати на Лиланд“ (The United States of Leland)
- 2003 – „Студена планина“ (Cold Mountain)
- 2004 – „Спасение!“ (Saved!)
- 2005 – „Балада за Джак и Роуз“ (The Ballad of Jack and Rose)
- 2005 – „Гордост и предразсъдъци“ (Pride & Prejudice)
- 2007 – „Сред дивата природа“ (Into the Wild)
- 2008 – „Руините“ (The Ruins)
- 2009 – „Солистът“ (The Soloist)
- 2011 – „Sucker Punch: Измислен свят“ (Sucker Punch)
- 2012 – „Хетфийлд и Маккой“ (Hatfields & McCoys)
- 2013 – „Игрите на глада: Възпламеняване“ (The Hunger Games: Catching Fire)
- 2014 – „Игрите на глада: Сойка-присмехулка – част 1“ (The Hunger Games: Mockingjay – Part 1)
- 2015 – „Игрите на глада: Сойка-присмехулка – част 2“ (The Hunger Games: Mockingjay – Part 2)
- 2016 – „Батман срещу Супермен: Зората на справедливостта“ (Batman v Superman: Dawn of Justice)
- 2016 – „Неоновият демон“ (The Neon Demon)